# ニセコ

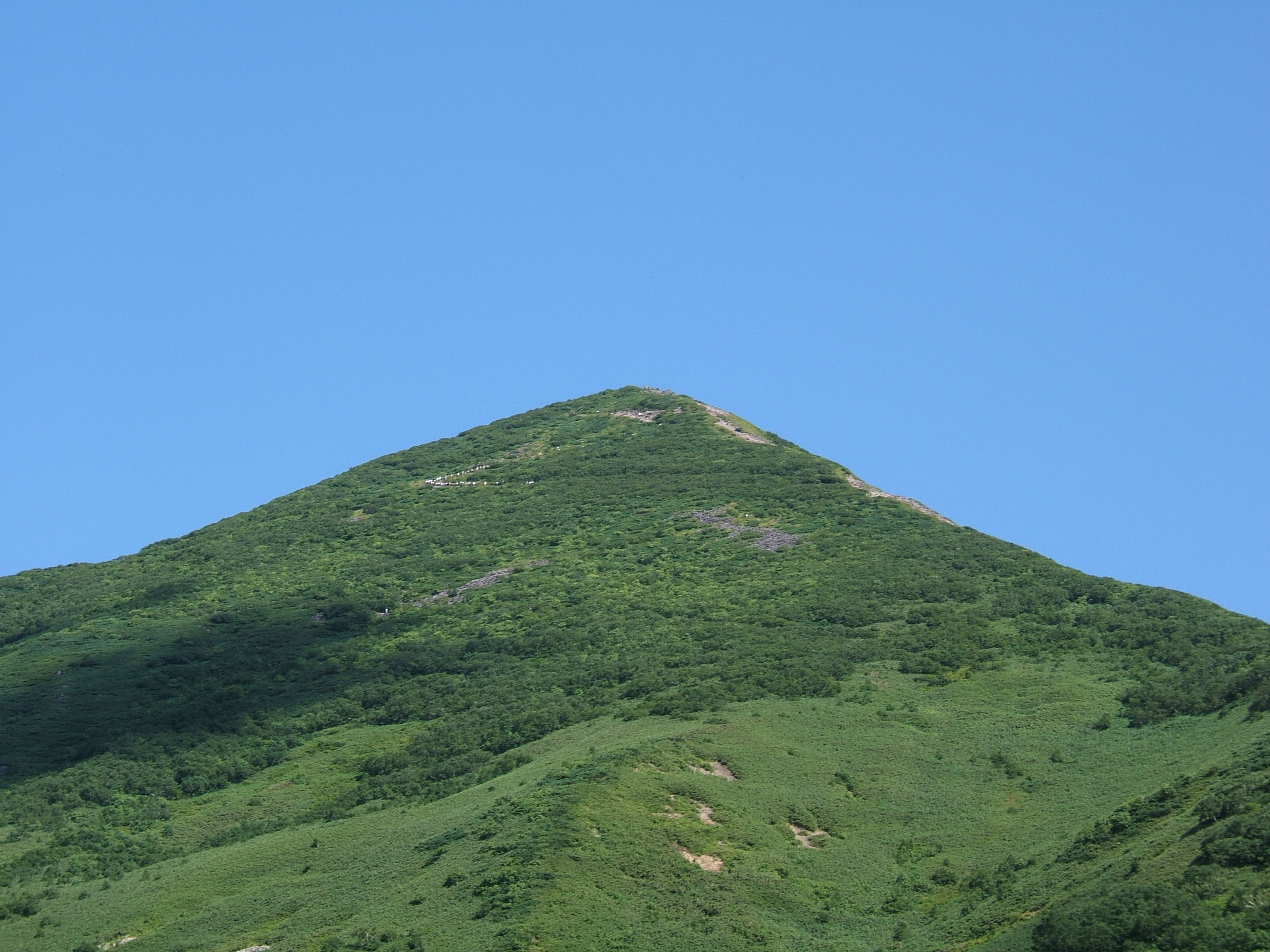
夏のニセコアンヌプリ（2005年）

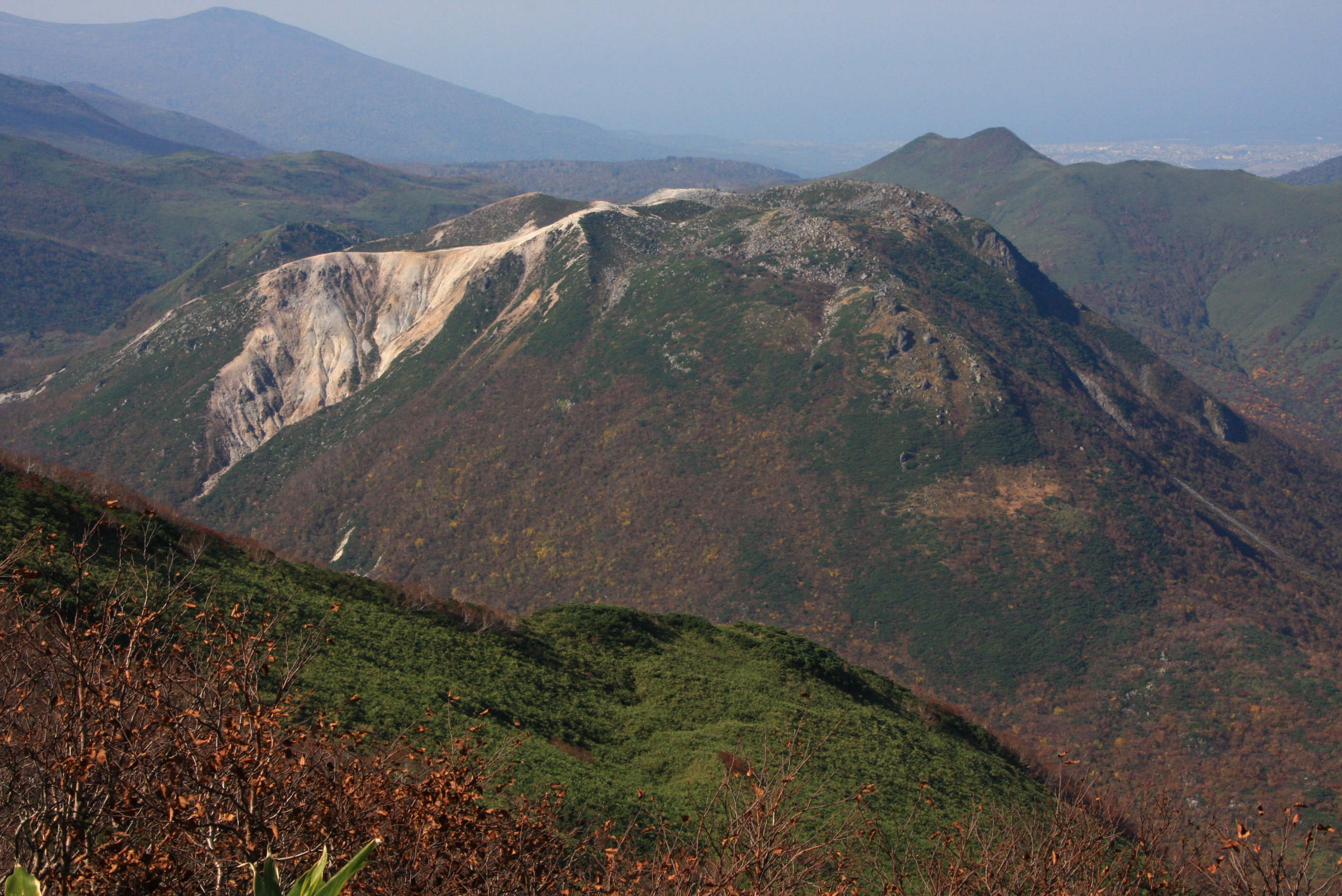
ニセコアンヌプリから眺めたイワオヌプリ（2012年）

ニセコ（英: Niseko）は、広義には、北海道後志総合振興局の岩内郡岩内町、岩内郡共和町、虻田郡倶知安町、虻田郡ニセコ町、磯谷郡蘭越町からなる山岳丘陵地域の総称。この5町のうち、外国人を含む観光客の間で特に人気が高い3町（俱知安町、ニセコ町、蘭越町）が「ニセコ観光圏」と称されることもある。特に倶知安町とニセコ町を「ニセコ地域」ということもある。

## 概要
ニセコアンヌプリ周辺はニセコ積丹小樽海岸国定公園に指定されている。北海道遺産には「スキーとニセコ連峰」が選定されている。尻別川は清流日本一に認定されたことがあり、サケやサーモンがのぼる川でもある。域内の5町すべてが「特別豪雪地帯」に指定されている。
スキーリゾート開発が特に進んでいるのは倶知安町とニセコ町で、ひらふ地区、花園地区、東山地区、アンヌプリ地区がリゾート開発の中核になっている。このうち「ひらふ地区」は主に倶知安町字山田と字樺山からなる地区の総称をいい、これらの地域とは別に倶知安町字比羅夫地区があるが尻別川を挟んだ羊蹄山側に位置している地区でありリゾート開発の影響の少ない地域である。
このうちひらふ地区にある倶知安町字山田の一部約212ヘクタールが2022年（令和4年）10月より新たに住居表示が実施され「倶知安町ニセコひらふ」となっている。これは、なお、リゾート開発に伴う土地取引で分筆や合筆が繰り返され地番が不規則になっていたことによる不都合を解消するためのものである。

## 地名の由来
尻別川支流のニセコアンベツ川のアイヌ語名「ニセイコアンペッ（nisey-ko-an-pet）」を下略したもので、これは「絶壁・に向って・いる・川（≒峡谷・に・ある・川）」の意とされている。

## 観光・レジャー
通年観光リゾート地として、夏には登山・トレッキング・サイクリング・カヌーやラフティング・ゴルフ・乗馬・釣り・気球・ピュア・ドッグランなどのアウトドアスポーツを楽しむことができ、パウダースノーとなる冬にはスキー・スノーボードなどのウィンタースポーツを楽しむことができる。また、ガラスや革細工などのクラフトやアイスクリームやチーズなどの食品加工体験も充実している。
ニセコ観光で古くから親しまれてきたのが「スキーと温泉」であり、『東洋のサンモリッツ』とも言われている。これは、秩父宮雍仁親王が視察で北海道を訪問された際に、ニセコ圏域でスキーと温泉を楽しんだことを伝えた新聞記事の見出しに端を発している。ニセコ温泉郷は各施設が独自に泉源を有しており、塩化物泉、炭酸水素塩泉、硫酸塩泉、アルカリ性温泉、硫黄泉、単純温泉、酸性泉など種類が豊富なことが特徴になっている。
1990年代半ばに訪れたオーストラリア人がニセコのスキー環境や自然環境に魅せられて移住し、新たに夏場のアクティビティーを考案し紹介するなどの口コミによって2000年代はじめからオーストラリア人観光客が増え始めた。2001年に「アメリカ同時多発テロ事件」が発生し、欧米への航空旅行が不安視される中で飛行時間や時差が比較的少なく、移住してきた人々による受入体制があったニセコ地域が代替地として注目されたこと、並びに日本の30年以上にわたる経済の停滞により世界で最も安いスキーリゾートとなっていることも観光客増加の要因に挙げられる。比羅夫（ひらふ）地区を中心にオーストラリア資本によるマンションやコンドミニアムなどの不動産開発が進み、倶知安町字山田が2006年から3年連続で住宅地の地価上昇率全国1位になった。また、アジア地域からも注目されており、中華人民共和国（香港）やマレーシア資本による開発も進んでいる。
- 倶知安町旭ヶ丘スキー場
- ホワイトアイルNISEKO
- ナチュラルリゾートニセコワイスホテル
- ニセコHANAZONOリゾート
- HANAZONO GOLF
- ニセコ東急 グラン・ヒラフ
- ニセコビレッジ
  - ニセコビレッジゴルフコース
  - ザ・グリーンリーフ・ニセコビレッジ
  - カサラ・ニセコビレッジ・タウンハウス
  - ヒルトンニセコビレッジ
- ニセコアンヌプリ国際スキー場
  - 1,000 m台地展望台
  - ニセコノーザンリゾート・アンヌプリ
  - いこいの湯宿 いろは
- ニセコモイワスキーリゾート
- ニセコ温泉郷
  - ニセコ五色温泉（国民保養温泉地[18]）
  - ニセコ東山温泉
  - ニセコ駅前温泉
  - ニセコアンヌプリ温泉
  - ニセコ昆布温泉（国民保養温泉地[18]）
  - ニセコ湯本温泉（国民保養温泉地[18]）
  - ニセコ湯の里温泉
  - ニセコ黄金温泉
  - 昆布川温泉
  - ニセコ新見温泉（国民保養温泉地[18]）
- 尻別川
- 倶知安風土館
- 小川原脩記念美術館
- 半月湖
- 有島記念公園
  - 有島記念館
- 綺羅街道
- ニセコアンベツ川
- ダチョウ牧場
- ニセコゴルフコース
- 昆布川
- ニセコゴルフ&リゾート
- 湯本温泉野営場
- 大湯沼
- 小湯沼
- 大湯沼自然展示館
- 長沼
- 神仙沼

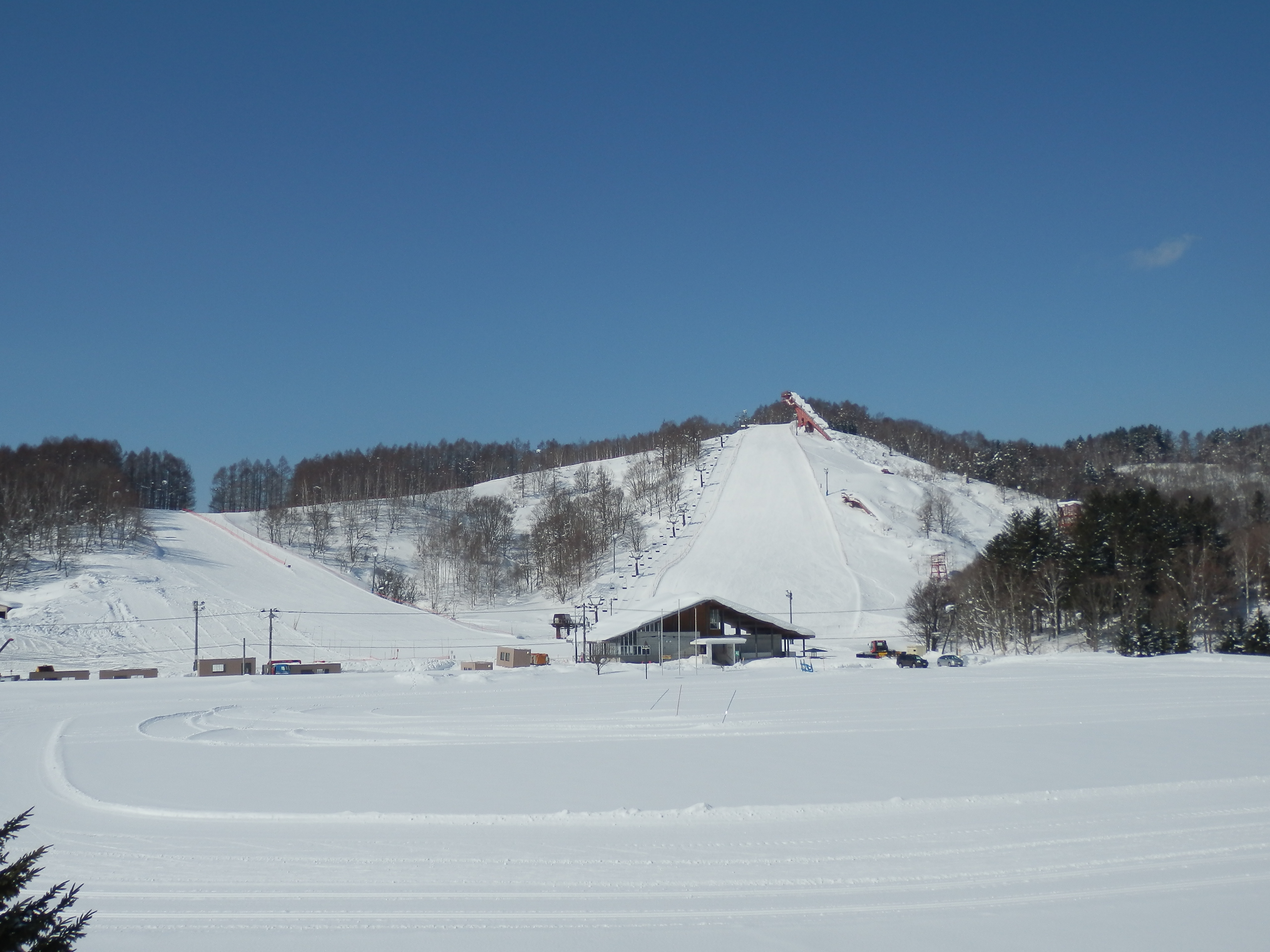
倶知安町旭ヶ丘スキー場（2014年）
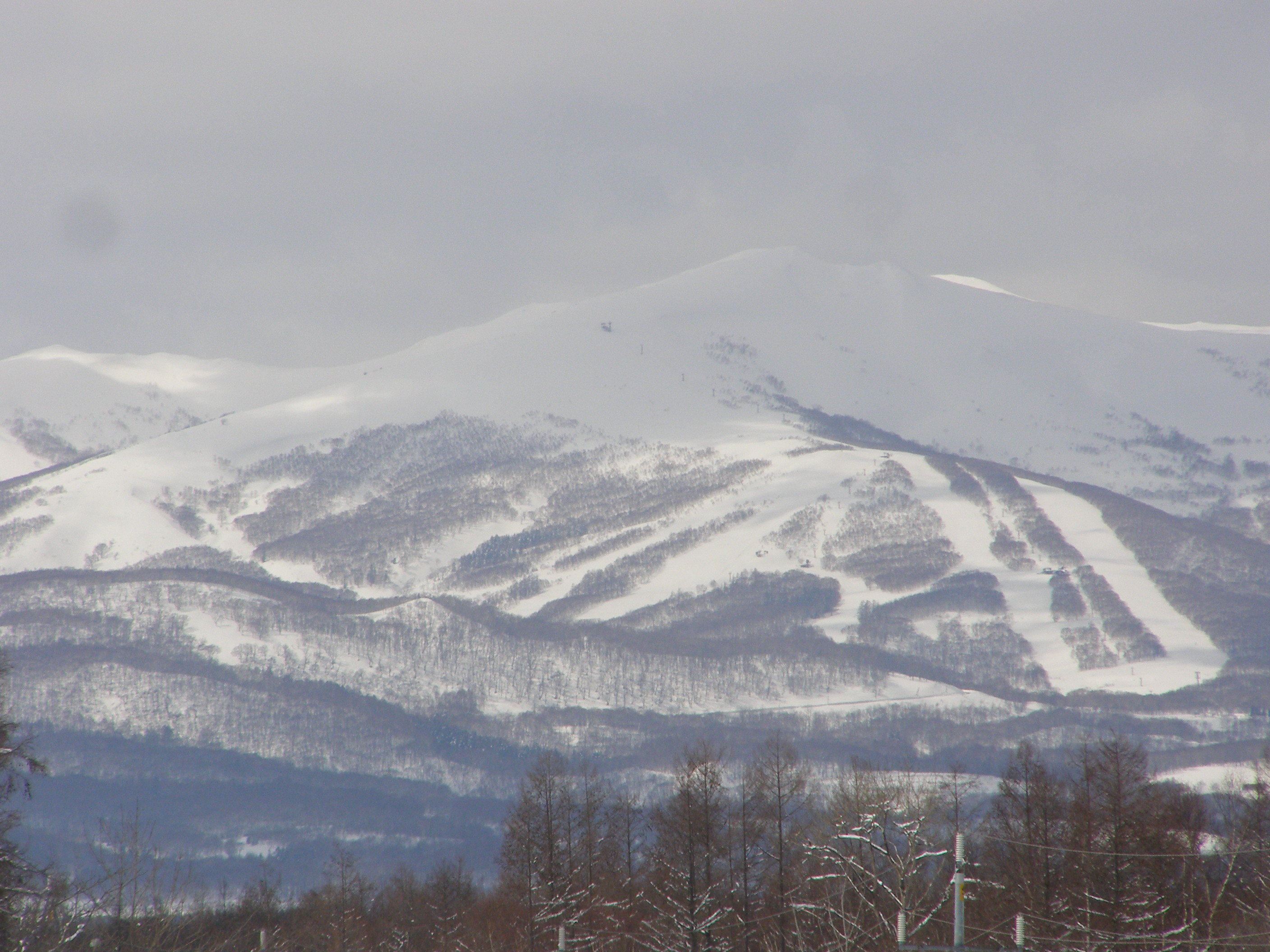
ホワイトアイルNISEKO（2010年）
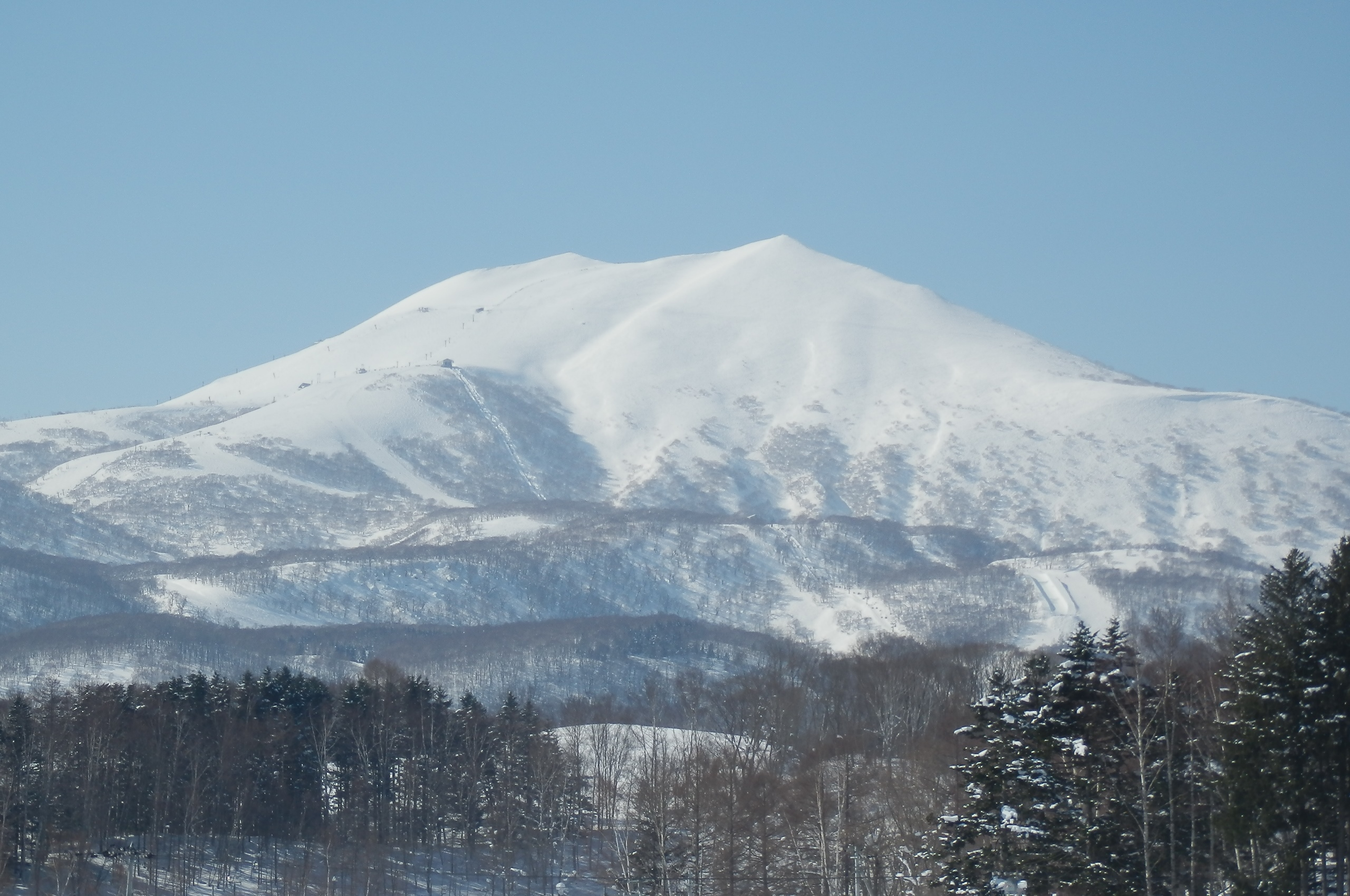
ニセコHANAZONOリゾート（2014年）
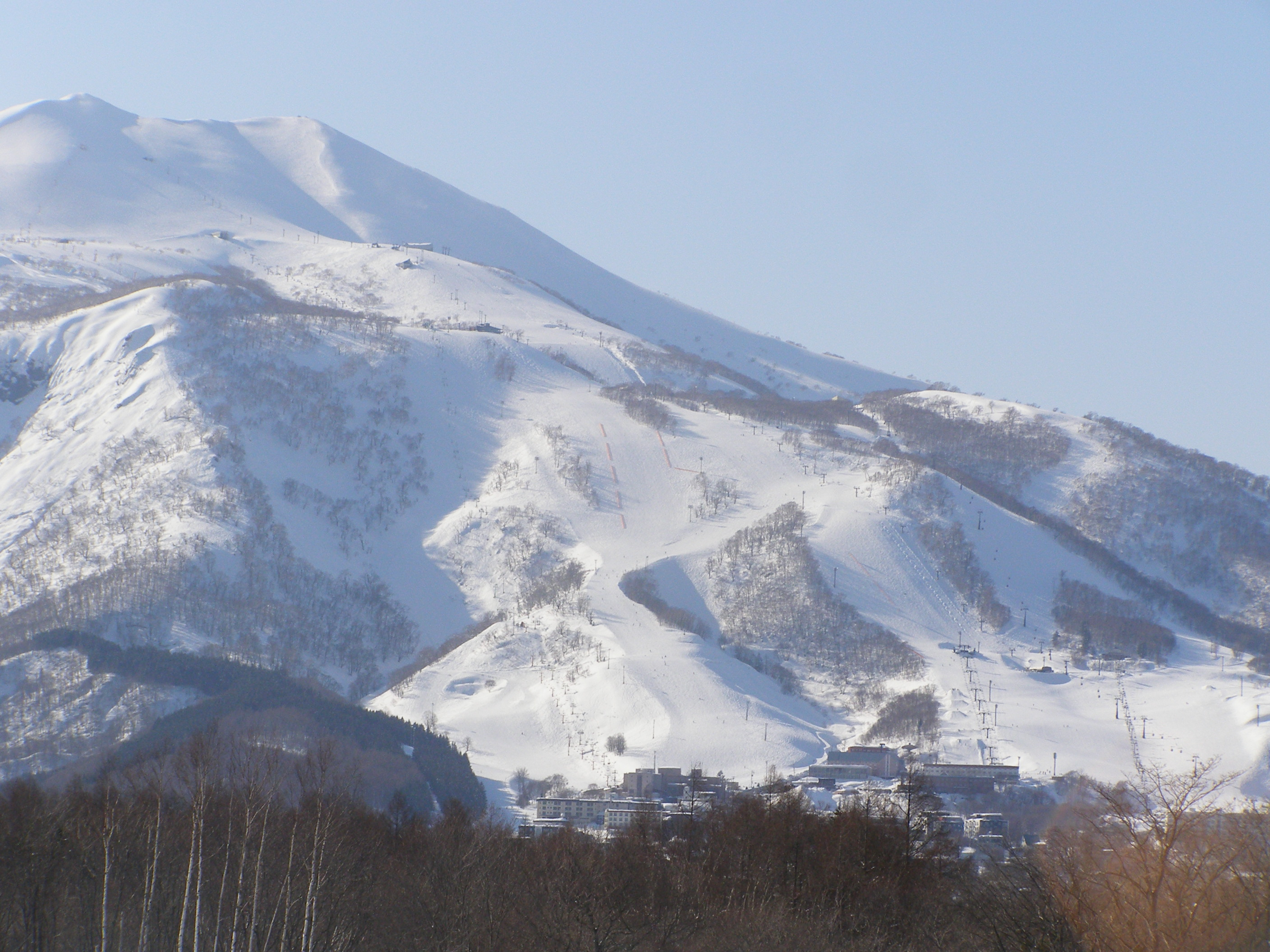
ニセコ東急 グラン・ヒラフ（2010年）
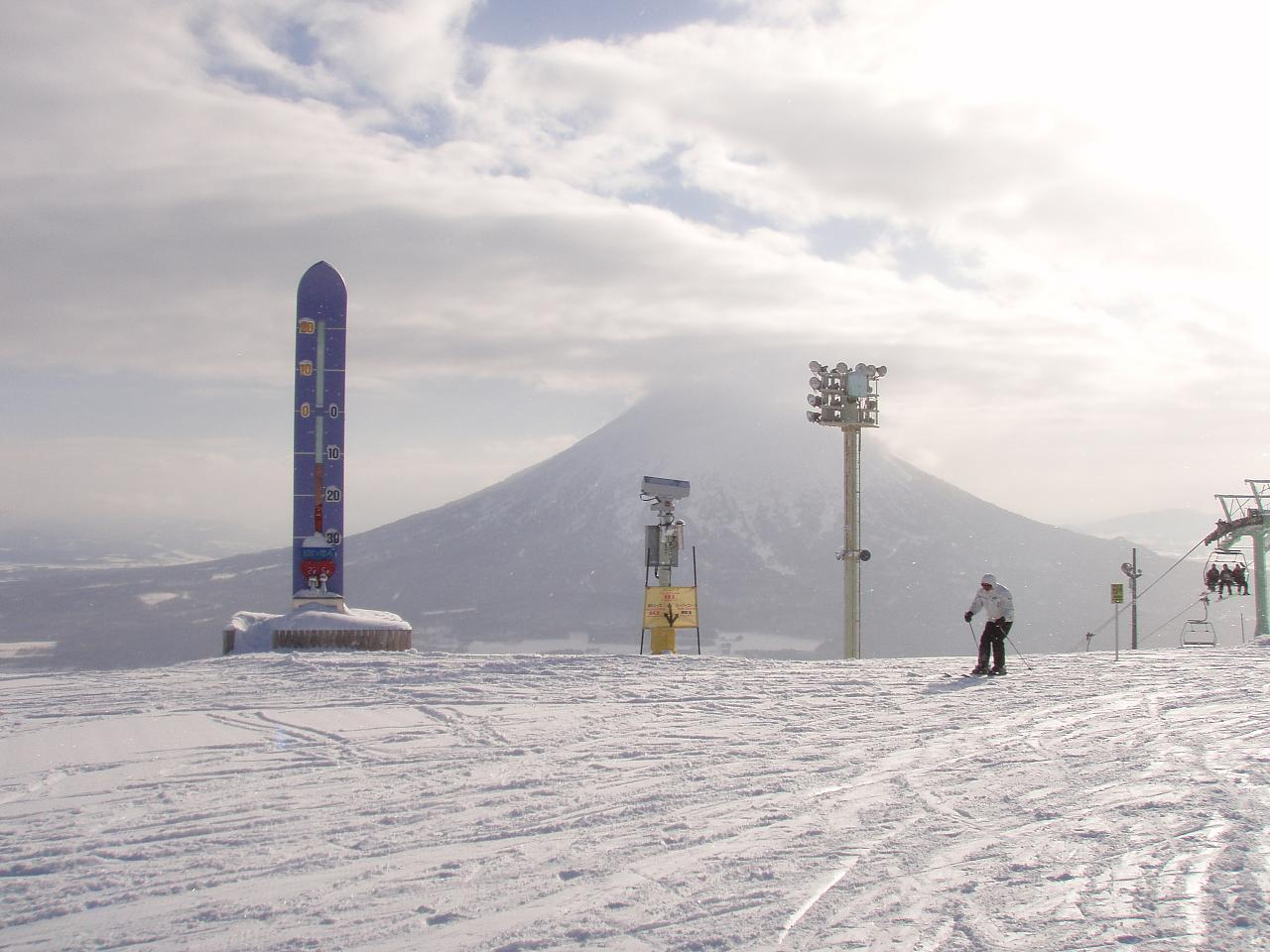
「白い恋人」温度計と羊蹄山（2008年）
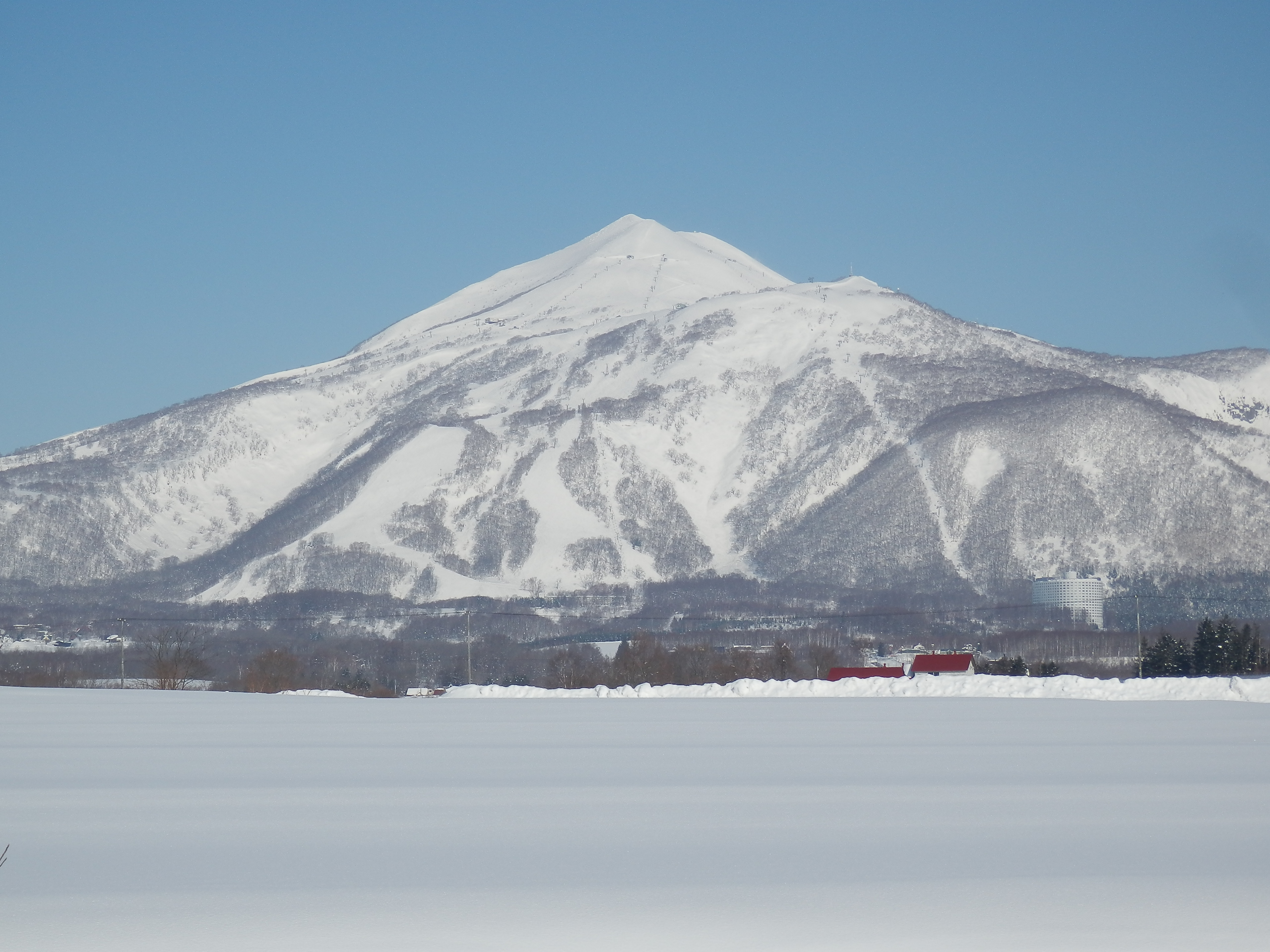
ニセコビレッジ（2010年）
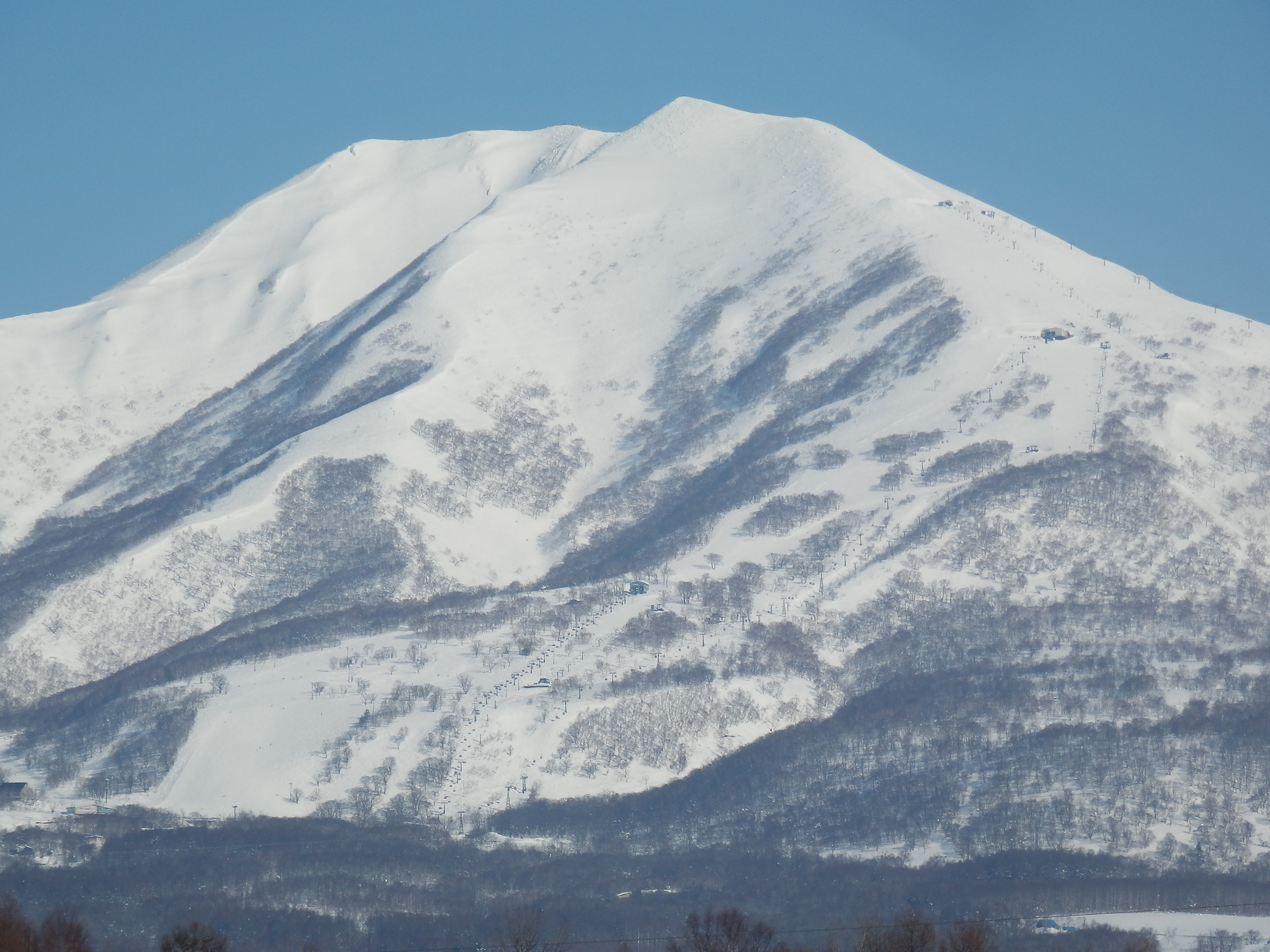
ニセコアンヌプリ国際スキー場（2010年）
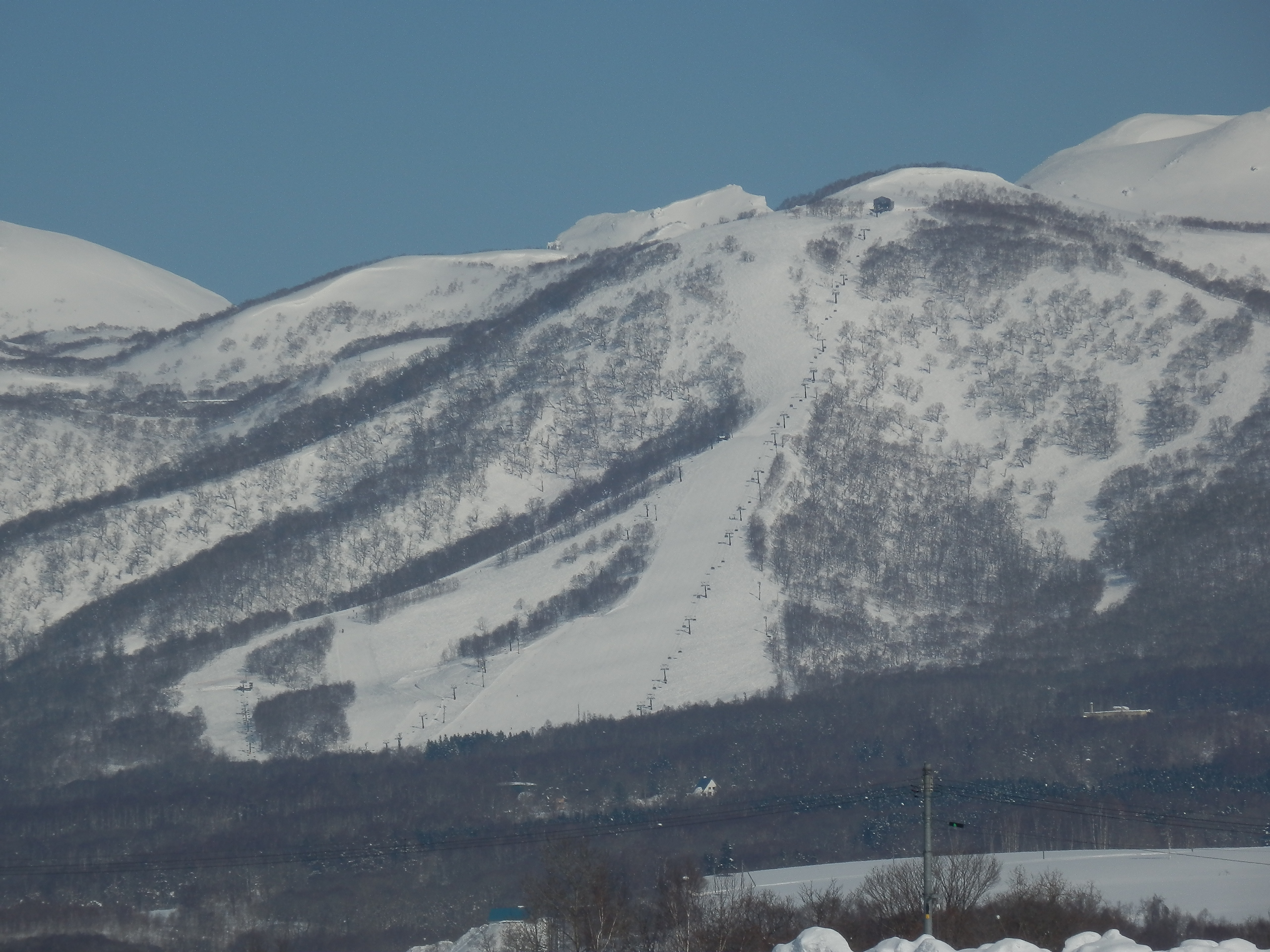
ニセコモイワスキーリゾート（2014年）
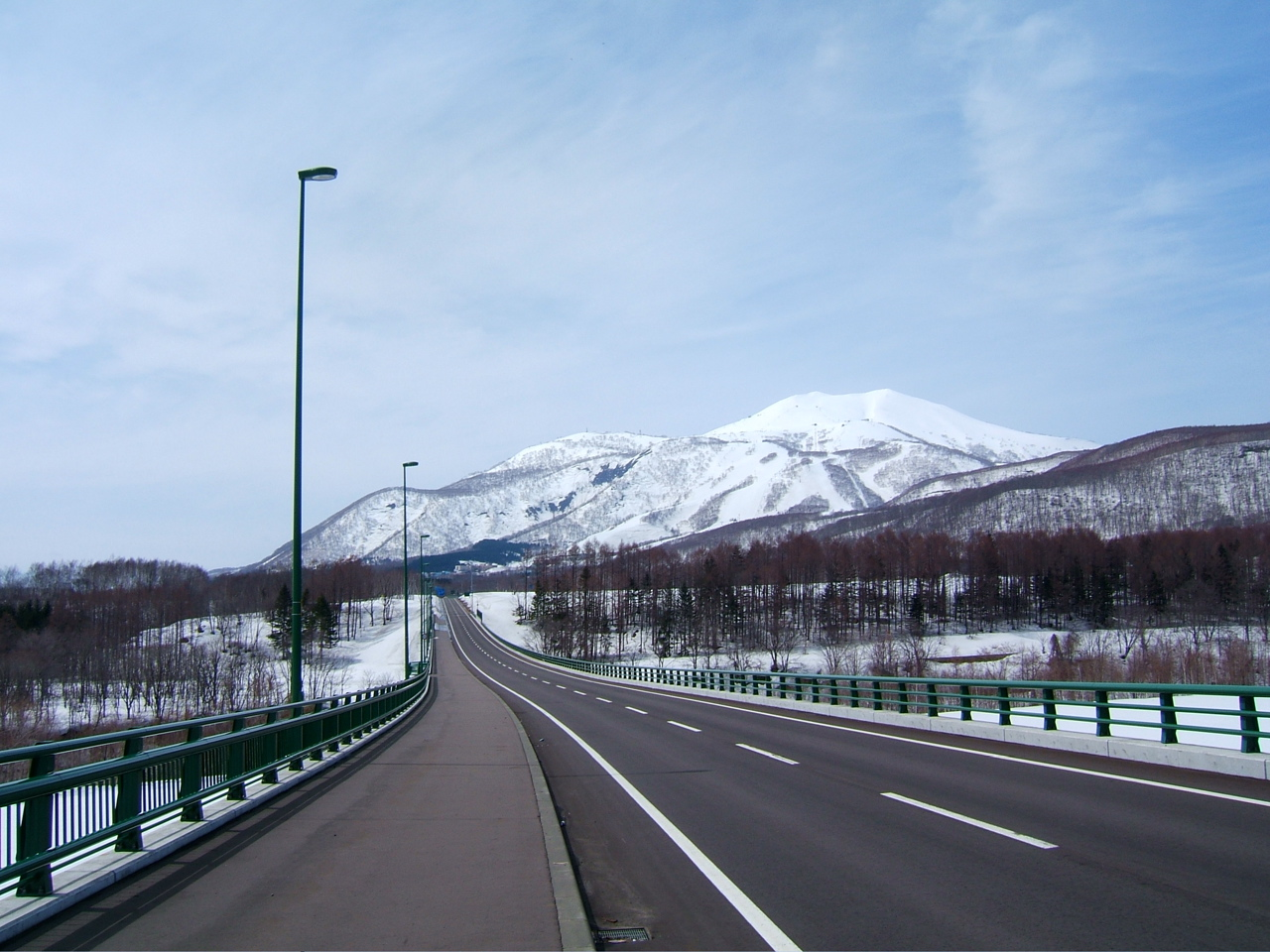
サンモリッツ大橋から望むニセコアンヌプリ（2006年）
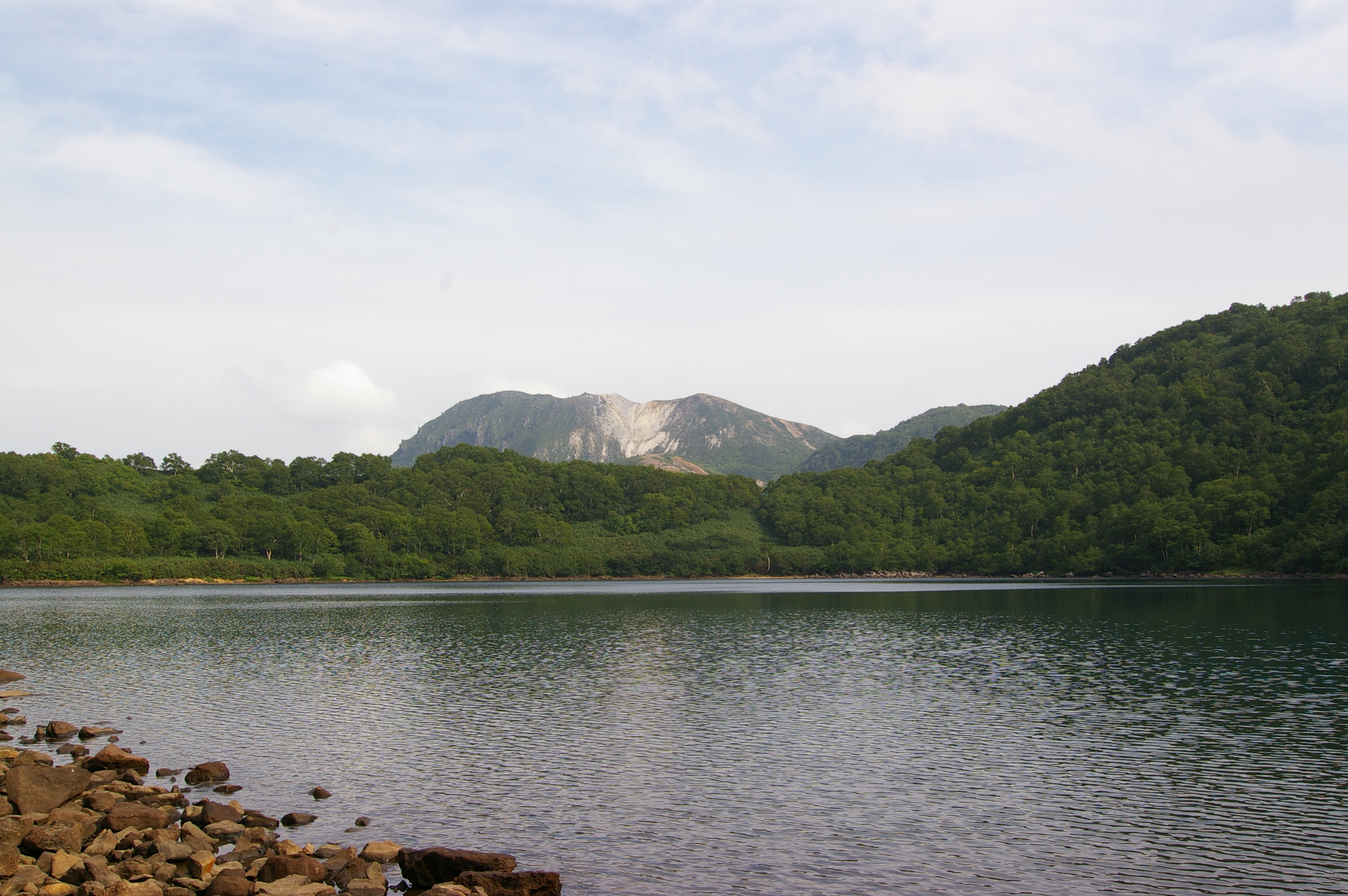
イワオヌプリとニセコ大沼（2007年）
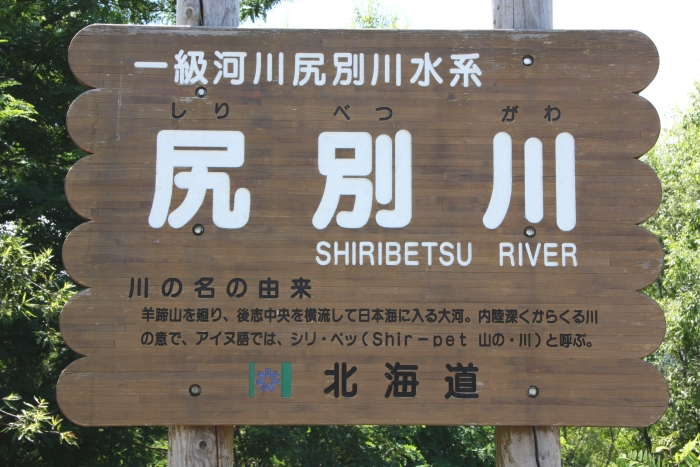
湯山別橋にある尻別川の河川標識（2012年）
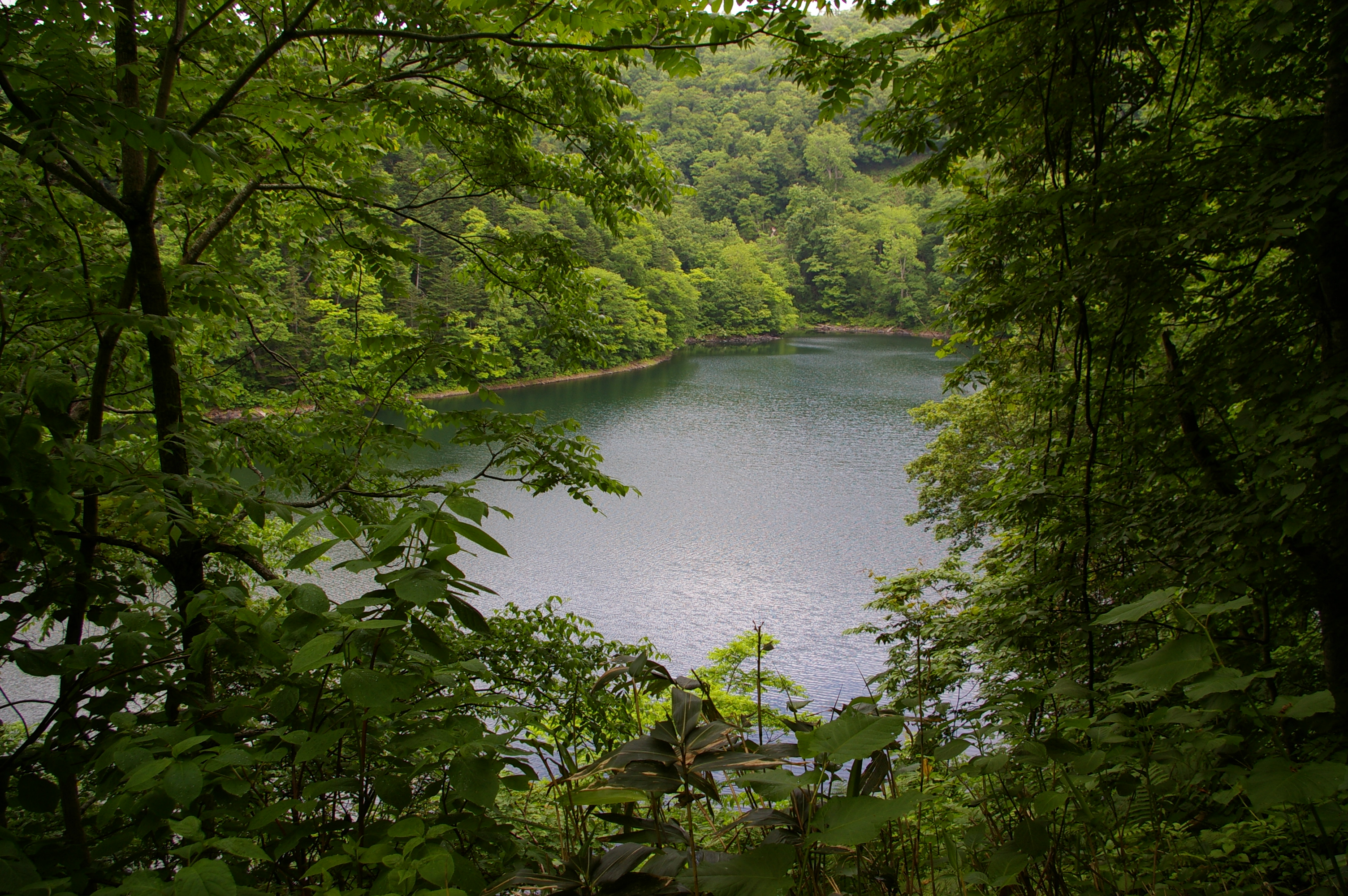
半月湖（2009年）
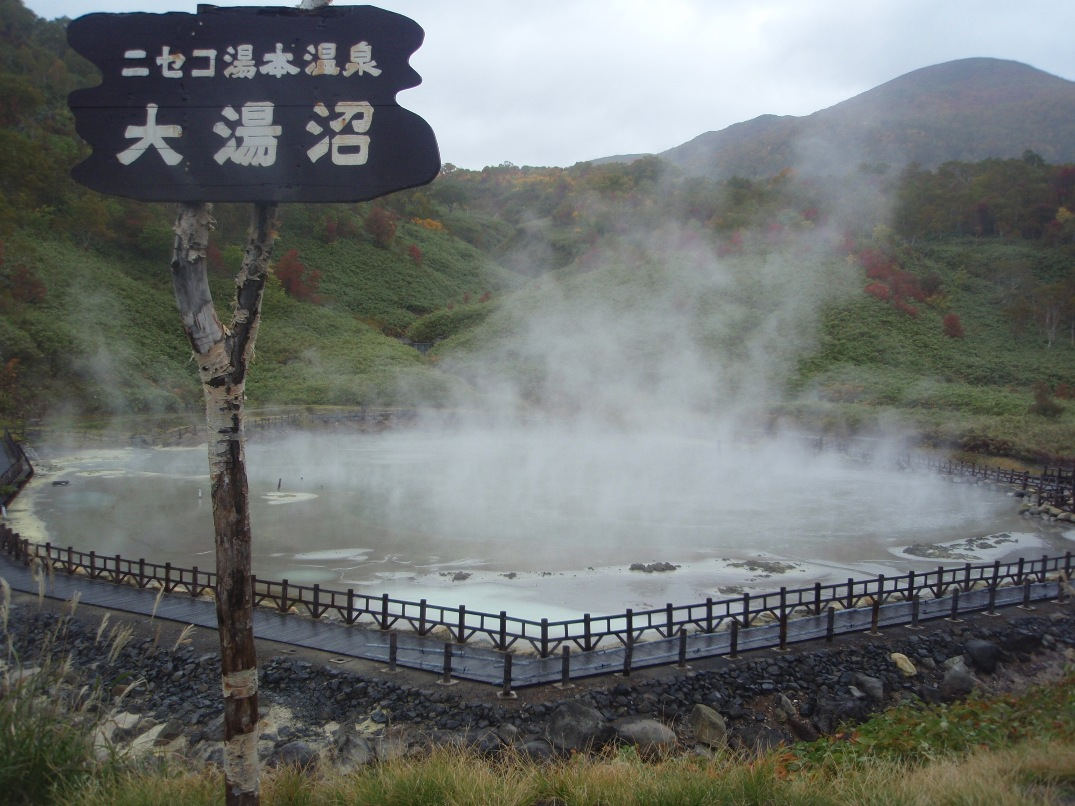
大湯沼（2007年）
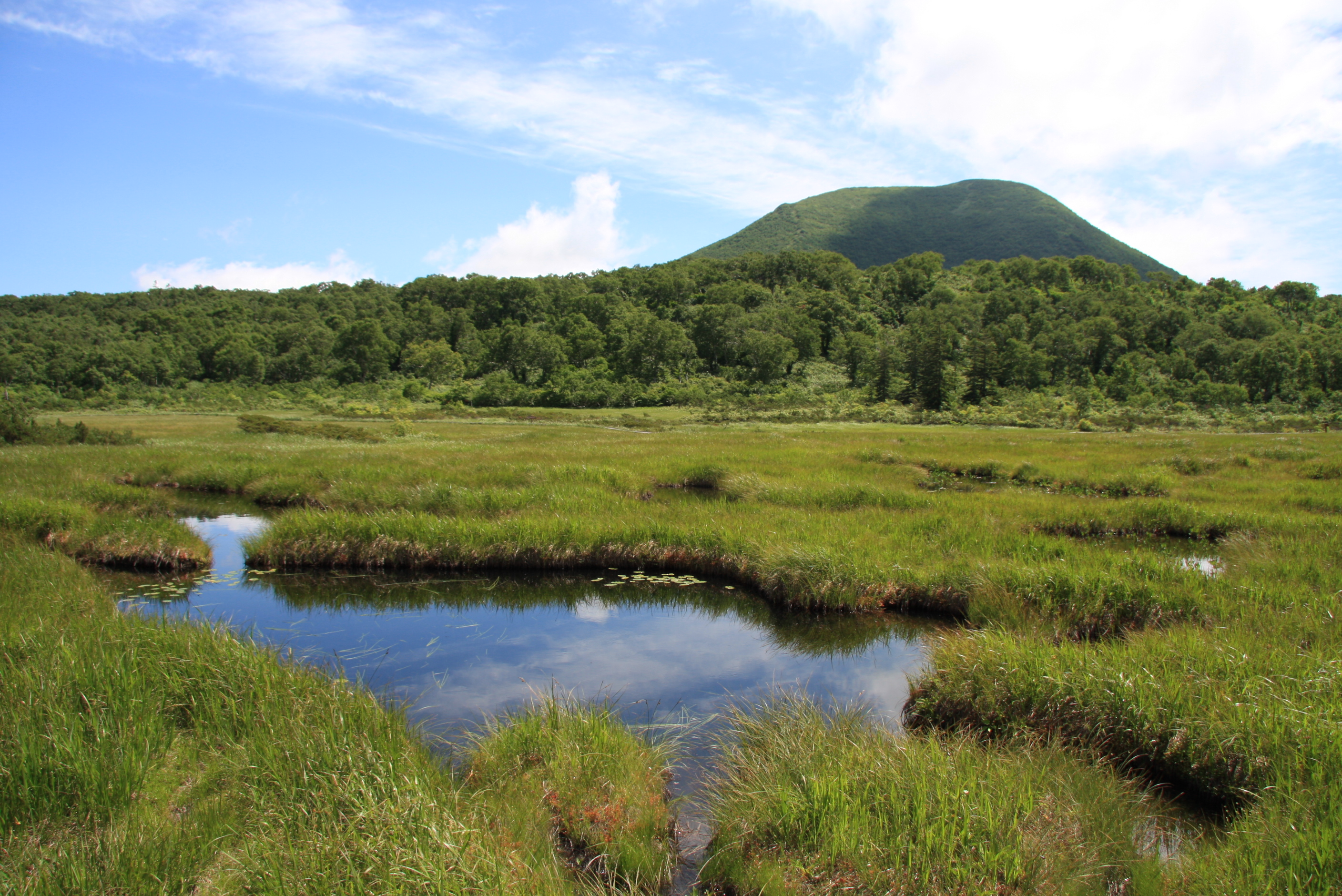
神仙沼湿原とチセヌプリ（2012年）

## 交通機関

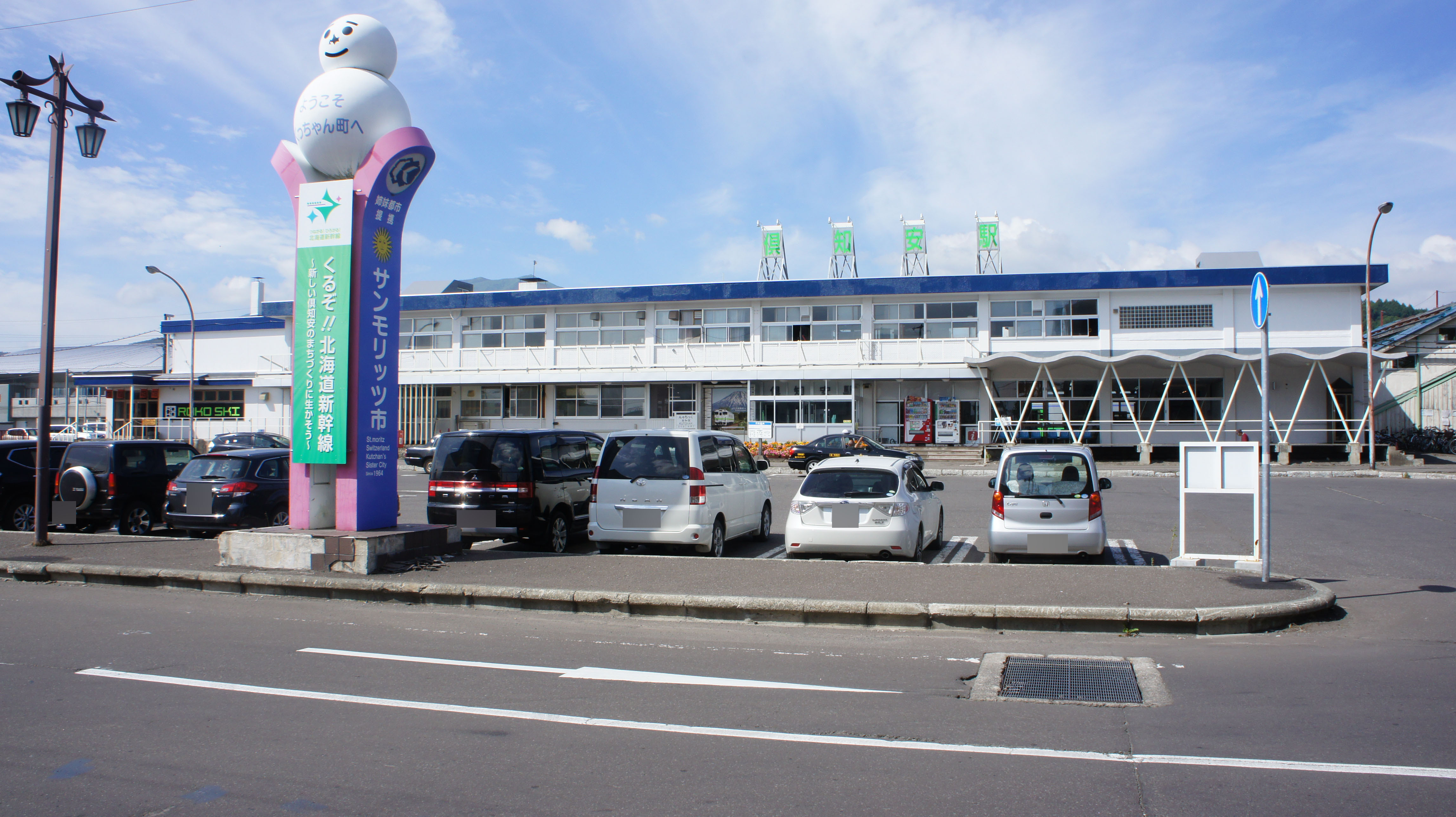
倶知安駅（2017年9月）

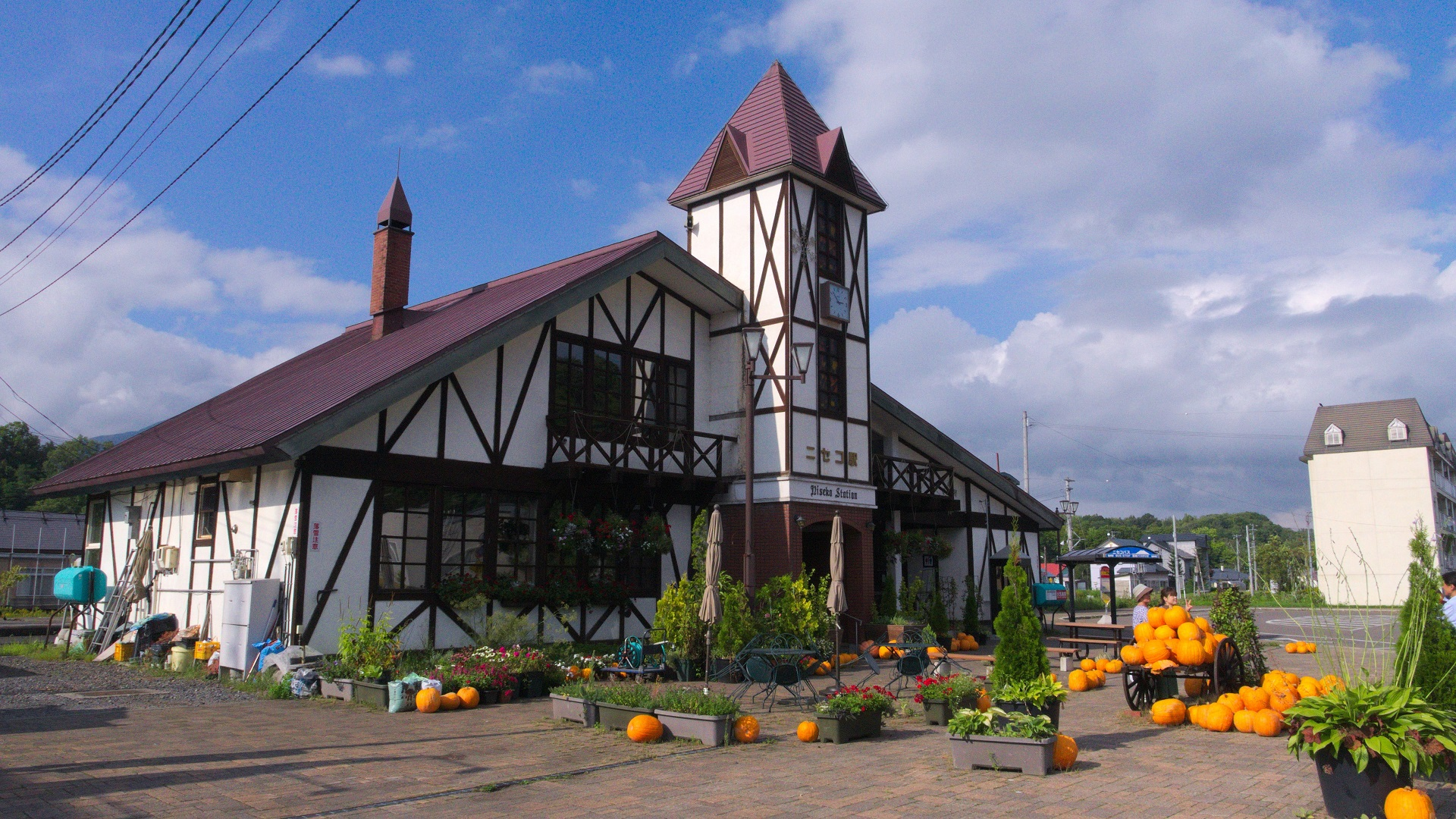
ニセコ駅（2016年9月）

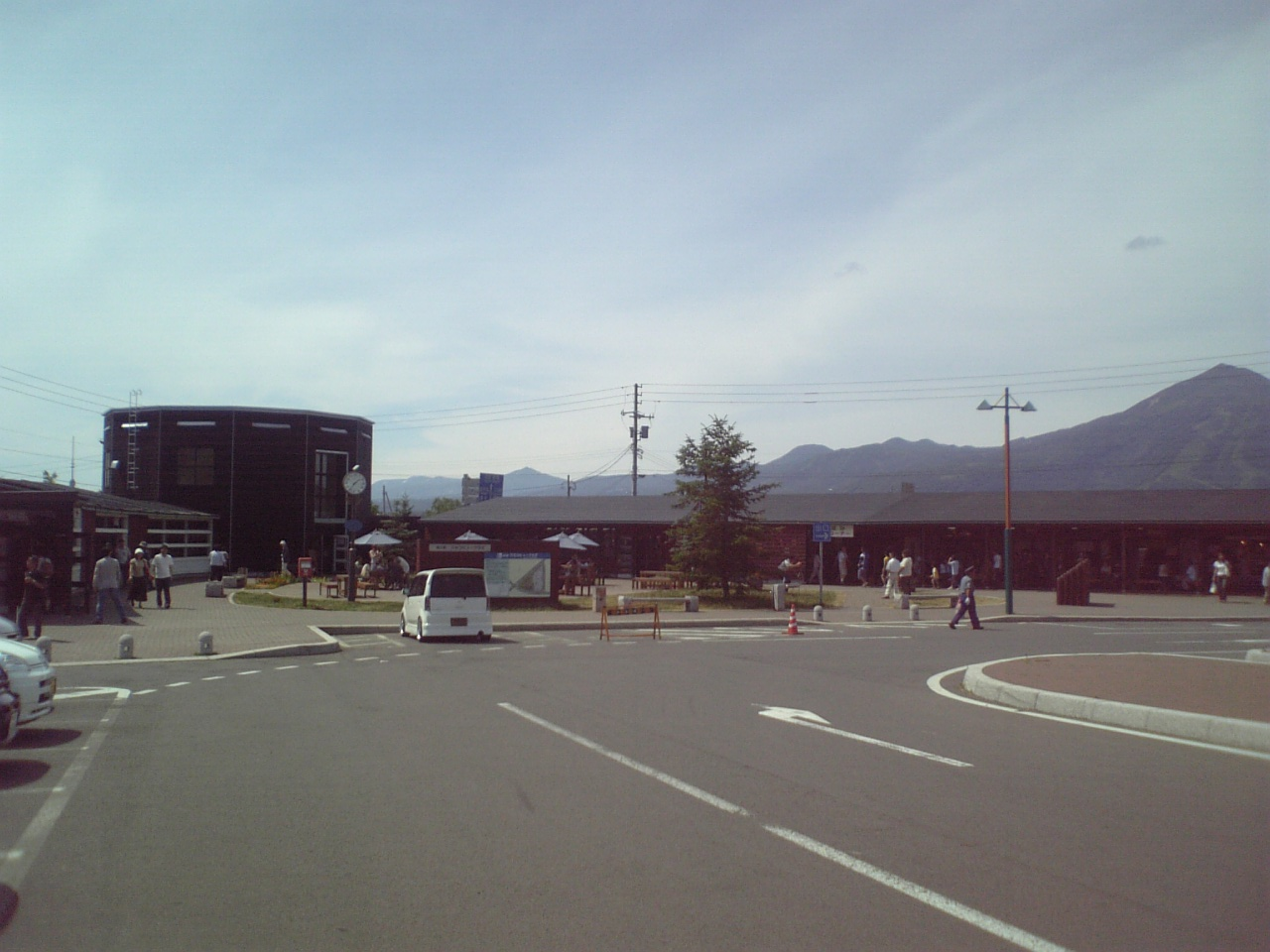
道の駅ニセコビュープラザ（2007年）

### 鉄道
北海道新幹線の新函館北斗・札幌間延伸開業時には倶知安駅が開業し、並行在来線の函館本線はバス転換される予定。
- 北海道旅客鉄道（JR北海道）
  - ■函館本線：蘭越駅 - 昆布駅 - ニセコ駅 - 比羅夫駅 - 倶知安駅

### バス
- ニセコバス（中央バスグループ）
- 道南バス
- 北海道中央バス
- くっちゃんまちなか循環バス「じゃがりん号」[19]
- にこっとBUS（デマンドバス）[20]

### 道路
- 一般国道自動車専用道路(A')
  - 倶知安余市道路（一部事業中）
- 一般国道
  - 国道5号
  - 国道276号
  - 国道393号
- 都道府県道
  - 北海道道58号倶知安ニセコ線
  - 北海道道66号岩内洞爺線
  - 北海道道207号昆布停車場ニセコ線
  - 北海道道343号蘭越ニセコ倶知安線
  - 北海道道631号ニセコ高原比羅夫線
  - 北海道道792号ニセコ停車場線

### 道の駅
- ニセコビュープラザ

## ニセコの地名に因むもの
- ニセコライナー（北海道旅客鉄道（JR北海道）が函館本線で運行している快速列車）
- C62ニセコ号（JR北海道が函館本線で運行していた蒸気機関車牽引列車）
- SLニセコ号（JR北海道が函館本線で運行していた蒸気機関車牽引列車）
- ニセコ（日本国有鉄道（国鉄）が函館本線で運行していた急行列車。→ニセコライナーを参照）
- ニセコエクスプレス（札幌駅 - ニセコ駅間で運行される臨時特急を中心に用いられたキハ183系ジョイフルトレイン）
- 北斗星ニセコスキー・夢空間北斗星ニセコ（上野駅からニセコ経由で札幌駅へ向かった臨時の寝台特急）
- 高速ニセコ号（北海道中央バスが運行する高速バス）
- Mazda MX-5 Niseko（イギリスでのマツダ・ロードスター限定車）

## ニセコが舞台（ロケ地）となった作品
- 小説『ニセコ要塞1986』(1986-1988年)、『十和田要塞1991』(1991年)
- 映画『リメインズ 美しき勇者たち』（1990年）
- テレビアニメ『新世紀GPXサイバーフォーミュラ』（1991年）
- テレビドラマ『ラストプレゼント』（2003年）
- テレビドラマ『極北ラプソディ』（2013年）

## 参考資料
- “ニセコ観光圏整備計画 2014 - 2018” (PDF).   蘭越町・ニセコ町・倶知安町. 2015年3月10日閲覧。
- ニセコ観光圏整備計画 2019 - 2023